# Corbitella speciosa
Corbitella speciosa är en svampdjursart som först beskrevs av Jean René Constant Quoy och Joseph Paul Gaimard 1833.  Corbitella speciosa ingår i släktet Corbitella och familjen Euplectellidae. Inga underarter finns listade i Catalogue of Life.